# Сайков (село)
Сайков (укр. Сайків) — село в Николаевской городской общине Стрыйского района Львовской области Украины.
Население по переписи 2001 года составляло 123 человека. Занимает площадь 0,329 км². Почтовый индекс — 81621. Телефонный код — 3241.